# Eukoenenia gadorensis
Eukoenenia gadorensis es una especie  de arácnido palpígrado de la familia Eukoeneniidae.

## Distribución geográfica
Es endémica del sudeste de la península ibérica (Almería, España).